# Tōgō Heihachirō
En aquest nom japonès, el cognom és Tōgō.
Tōgō Heihachirō neix el 27 de gener de 1847 a la provincia de Kagoshima, a l'illa de Kyūshū. Pertany a la petita noblesa japonesa i entra a la marina als 18 anys. El 1871 Tōgō és enviat a estudiar a la Gran Bretanya, al prestigiós Royal Naval College. El 1878 torna al seu país convertit en un dels oficials millor preparats i durant la Primera Guerra Sinojaponesa se li assigna el control del creuer Naniwa. El 1895 és anomenat Contralmirall, el 1900 Vicealmirall i el 1904 Almirall.
Bloqueja i enfonsa la flota Russa a Port Arthur, Manxúria i Vladivostok. És anomenat Cap d'Estat Major de la Marina el 1905, Comte, el 1907, membre del Consell Superior de Guerra, el 1909 i, finalment, és anomenat instructor de l'emperador Hirohito. Mor el 30 de maig de 1934.